# Erik Zabel
Pour les articles homonymes, voir Zabel.
Erik Zabel est un coureur cycliste allemand né le 7 juillet 1970 à Berlin-Est en Allemagne de l'Est.
Professionnel de 1992 à 2008, il est l'un des meilleurs sprinters des années 1990 et 2000. 
Il a également brillé dans les classiques, gagnant quatre fois Milan-San Remo, trois fois Paris-Tours, ainsi que l'Amstel Gold Race et la HEW Cyclassics. Sa régularité sur ce type d'épreuves lui a permis de remporter la Coupe du monde de cyclisme 2000 et d'être no 1 mondial en 2001 et 2002. 
Il a acquis l'essentiel de son palmarès au sein de l'équipe Deutsche Telekom, devenue T-Mobile en 2004. Il prend sa retraite à l'issue de la saison 2008. Son père Detlef fut un très bon coureur amateur et son fils Rick a été professionnel de 2012 à 2024.
Le 28 juillet 2013, il reconnait dans une interview à un quotidien allemand avoir eu recours au dopage à l'EPO de 1996 à 2003, puis par transfusions sanguines de 2003 à 2004.

## Biographie

### Jeunesse et carrière amateur

#### Dans la famille Zabel, le père
Erik Zabel naît et grandit à Berlin-Est. Le futur champion appartient à une famille où la passion du vélo se transmet de père en fils. Son père Detlef Zabel  n'est pas un obscur coureur de second plan. Âgé de 23 ans en 1955, Detlef Zabel, dont le métier est officiellement "assistant à Radio-Berlin", est sélectionné pour faire partie  de l'équipe de la RDA participant à la 8e Course de la Paix. Il termine l'épreuve à la neuvième place du classement individuel. Surtout il a participé à la première victoire de Gustav-Adolf Schur dans la course des trois capitales. Dix ans plus tard, celui-ci évoque son équipier de façon élogieuse : « Lors de ma première victoire d'étape, à Leipzig c'est sur son injonction de « me placer dans sa roue arrière » que j'obtiens de triompher au sprint ».

#### Issu des écoles du cyclisme de la RDA

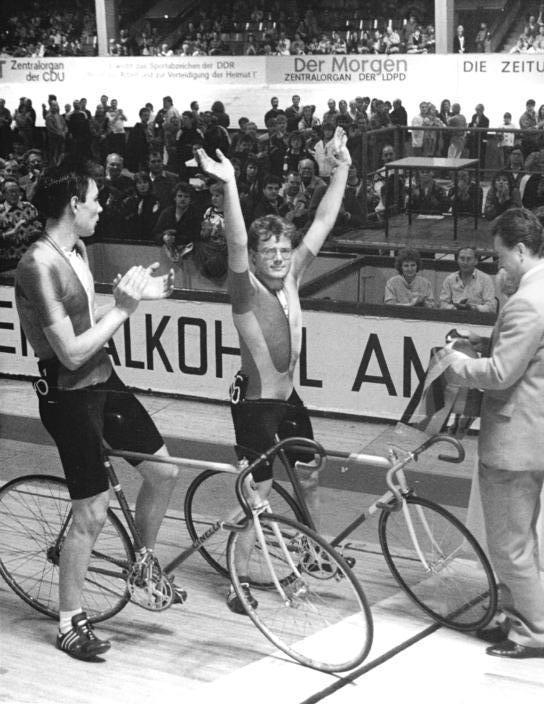
Erik Zabel (à gauche) en 1989.

Comme de nombreux coureurs qui s'illustrent dans le cyclisme allemand après la réunification des deux Allemagne de 1990, Erik Zabel doit sa formation de coureur cycliste à la rigoureuse école est-allemande. Ses qualités de sprinter, il les acquiert sans doute dans la pratique du cyclisme sur piste, où il obtient sa première notoriété. Encore junior, en 1989, il obtient avec son club, le TSC Berlin, la médaille de bronze au Championnat de RDA de poursuite par équipes. Sur route, l'année suivante il obtient le dernier titre de champion de la République démocratique allemande qui soit mis en compétition : le 2 septembre 1990, il remporte à Guben le championnat de RDA du critérium. Quatre jours plus tard, il est à Roubaix au départ du 28e Tour de la Communauté européenne. Il est sélectionné dans l'équipe de la RDA. L'équipe  comprend un coureur, dont le parcours est alors similaire, Uwe Peschel, fils d'un illustre coureur de la Course de la Paix. Pour lors, aucun ne brille particulièrement. Le meilleur classement aux étapes est pour Erik Zabel, une quinzième place, à Coblence. Il termine 53e au classement final. Rien ne pointe dans cet anonymat, du futur sprinter du Tour de France.
Le 3 octobre 1990 la RDA cesse d'exister. Erik Zabel s'inscrit au club "Olympia de Dortmund" dans l'ancienne partie ouest de l'Allemagne. Au cours de l'année 1991, champion régional en Rhénanie du Nord-Westphalie, deuxième du championnat d'Allemagne il trouve place dans l'équipe d'Allemagne réunifiée pour les championnats du monde amateurs. En 1992, à son tour, il participe à la Course de la Paix. Il s'y classe 11e et y remporte le maillot vert de meilleur sprinter. Il remporte une étape dans plusieurs courses auxquelles il participe. Viennent les Jeux olympiques. À Barcelone, Erik Zabel participe au sein de l'équipe d'Allemagne à la course en ligne. Il échoue dans la quête d'une médaille : trois coureurs détachés se disputent celles-ci. Mais il remporte le sprint du peloton pour la quatrième place. Il possède une certaine notoriété qui lui ouvre l'accès à une équipe professionnelle.

### 1992: première saison professionnelle chez Union-Frondenberg
Après ces bons résultats chez les amateurs, il passe professionnel en 1992 avec l'équipe allemande Union-Frondenberg,. Pour cette première saison, il remporte une étape de la Course de la Paix et se classe 4e des Jeux olympiques sur route. 

### 1993-2005: T-Mobile

#### 1993: victoire d'étape sur Tirreno-Adriatico
En 1993, il intègre la Telekom devenue T-Mobile en 2004,. Zabel termine deuxième de la dernière étape du Tour d'Andalousie en février. Un mois plus tard, il s'impose sur la première étape de Tirreno-Adriatico et endosse le maillot de leader le jour suivant. En avril, il se classe à la deuxième place de trois étapes du Tour d'Aragon et remporte quelques jours plus tard le Tour de Berne. En août, il s'adjuge le maillot par points du Tour de Burgos et, sur le Tour de l'Avenir, il termine deuxième de quatre étapes. 

#### 1994: premier Tour de France et victoire de Paris-Tours
En début de saison, Zabel remporte la Classic Haribo, devançant Abdoujaparov, prochain vainqueur du maillot vert sur le Tour de France 1994. En mars, il se classe 16e de son premier Milan-San Remo. Le mois suivant, il s'adjuge trois étapes sur le Tour d'Aragon. Le 2 juillet, il prend le départ de son premier Tour de France, se classe 13e à Cahors, mais est contraint à l'abandon sur la 14e étape. L'Allemand enchaîne avec des places d'honneurs sur le Tour de Grande-Bretagne puis sur le Tour des Pays-Bas, avant de remporter quatre étapes sur le Tour de l'Avenir. Très en forme, il remporte sa première classique, Paris-Tours, devant Gianluca Bortolami,.

#### 1995: premières victoires sur un grand tour
Zabel réalise quelques bonnes performances en janvier et février, notamment sur le Tour d'Andalousie (7e) et sur le Tour de Valence. En mars, il remporte la première étape de Tirreno-Adriatico, puis termine 4e d'À travers la Belgique. Le mois suivant, il s'adjuge une étape du Tour d'Aragon. En mai, il s'impose à deux reprises sur les Quatre Jours de Dunkerque et finit sur le podium du classement général final. Sur le Tour de Suisse, il remporte deux étapes consécutives. Début juillet, il s'élance pour la deuxième fois sur le Tour de France. Dès la 4e étape, il monte sur le podium, seulement battu par Mario Cipollini ; s'en suit deux autres bons résultats, une troisième place le jour suivant, et une première victoire à Charleroi, le 7 juillet. Sur la 17e étape, sous une chaleur assommante, Zabel double la mise en devançant l'Ouzbek Abdoujaparov lors d'un sprint massif houleux, où seuls les quelques sprinteurs encore frais ont pu participer,,. Lors de la dernière étapes à Paris, il termine 6e et se classe 5e du classement par points. En septembre, il participe au Tour d'Espagne, terminant deuxième de l'étape 14, avant d'abandonner le lendemain.

#### 1996: premier maillot vert du Tour de France
La saison 1996 de Zabel débute avec une victoire d'étape en Espagne sur le Tour d'Andalousie. En mars, il remporte trois bouquets sur la Semaine catalane et s'adjuge le classement par points,,. Les deux mois suivants, il réalise quelques bons résultats sur les classiques, comme un top 10 sur le Scheldeprijs et l'Eschborn-Francfort, puis une victoire sur l'Airportrace, avant de remporter une étape sur les Quatre jours de Dunkerque. Les semaines précédents le Tour de France, il s'impose à deux reprises, sur le Tour de Cologne, et sur le Tour de Luxembourg.  En juillet, Zabel s'impose dès la 3e étape sur les routes du Tour. L'Allemande récidive sur la 10e étape et endosse le maillot vert ce jour-là. Il ne quittera plus sa tunique verte qu'il ramènera à Paris. En fin de saison, Zabel remporte encore un succès, sur le Tour des Pays-Bas. 

#### 1997: victoire sur Milan-San Remo, maillot vert du Tour de France
Son début de saison commence, comme à son habitude, en Espagne. Sur le Challenge de Majorque, il remporte la première épreuve, puis monte sur le podium des trois suivantes. Quelques jours plus tard, il s’impose sur la première étape du Tour d’Andalousie ; après quoi, il se classe deuxième des quatre prochaines étapes,,, remportant le classement général. Toujours en février, il gagne le Trophée Luis Puig et une étape sur le Tour de la Communauté valencienne,,. En mars, il remporte son premier monument, Milan-San Remo, dans un sprint massif témoin d’une chute spectaculaire de plusieurs favoris,. Le mois suivant, il termine deuxième de deux étapes du Tour d’Aragon, et gagne le Grand Prix de l'Escaut. Fin mai, il s’adjuge deux étapes du Tour de Bavière, une étape du Tour de Luxembourg et du Tour de Suisse. En juillet sur le Tour de France, il remporte un premier succès sur la 3e étape, avant de doubler puis tripler à mise sur les 7e et 8e étapes,,,,,. Avec ces trois victoires, l’Allemand impose sa domination sur les sprints, et ramène pour la deuxième fois le maillot vert à Paris. En fin de saison, il s’impose sur le Tour des Pays-Bas et sur le Rund um Berlin.

#### 1998: champion d'Allemagne, troisième maillot vert sur le Tour de France
Après avoir remporté une épreuve du Challenge de Majorque et une étape du Tour de la Communauté valencienne en février,, Zabel fait main basse sur trois étapes de Tirreno-Adriatico, puis s’impose une nouvelle fois sur la Primavera Classica. En avril, il gagne deux étapes du Tour d’Aragon et du Tour de Bayern. En mai, pour se préparer au Tour, il participe à la Route du sud et s’impose sur la 4e étape. Peu de jours avant le grand départ, il est sacré champion d’Allemagne sur route. Le 14 juillet, Zabel prend le débute ce Tour de France avec le statut de favoris pour les sprints massifs. Cependant, l’Allemand ne parvient pas à lever les bras durant la course, mais remporte tout de même le maillot vert. Il demeure le plus régulier et le plus endurant sur trois semaines. 

#### 1999: quatrième maillot vert consécutif sur le Tour
Zabel participe pour la première fois au Tour Down Under en 1999, pour la première édition de la course. Il endosse le maillot de leader en remportant la première étape. En février, il gagne une nouvelle fois une étape du Tour de la Communauté valencienne. Le mois suivant, il est battu par Andreï Tchmil sur Milan-San Remo ; le Belge est parvenu à piéger l’Allemand en partant dans le dernier kilomètre et en résistant à son retour. Tchmil prive Zabel d’un triplé historique, aucun coureur n’est parvenu à remporter MSR à trois reprises consécutivement. En avril il s’impose sur la première étape du Tour d’Aragon, puis termine deuxième du GP de l’Escaut. En mai et juin, Zabel particpe à bon nombre de courses allemandes, l’Eschborn-Francfort (1er), le Rund um den Flughafen Köln-Bonn (de) (5e), le Tour de Bavière (2 étapes), le Tour d’Allemagne (1 étape, classement par points) et la Continentale Classic (1er). En juillet sur le Tour de France, il ne remporte une nouvelle fois aucune étape mais endosse le maillot vert à partir de la 12e étape, et ne le lâche plus jusqu’à l’arrivée.

#### 2000: vainqueur de la Coupe du Monde, cinquième maillot vert du Tour de France

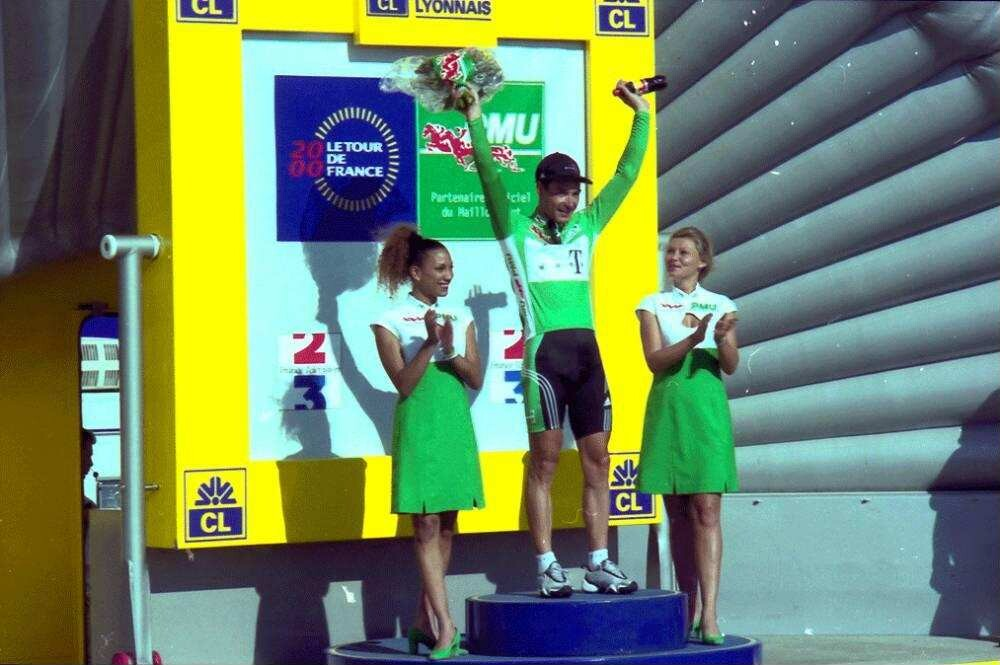
Erik Zabel sur le podium de la 18e étape du Tour de France 2000, avec le maillot vert sur les épaules.

En janvier, il gagne une étape sur le Tour Down Under, comme la saison précédente. Le mois suivant, il remporte l’étape inaugurale du Tour d’Aragon, s’impose sur le Trophée Luis Puig, et lève les bras sur le Tour de la Communauté valencienne. Sur Tirreno-Adriatico, il remporte une étape et gagne pour la troisième fois de sa carrière Milan-San Remo, après plus de 7 h de course. Ensuite, il s’adjuge le classement par points ainsi que deux bouquets sur la Semaine catalane. En mars, il termine au pied du podium du Tour des Flandres et, la semaine suivante, se classe 3e de Paris-Roubaix. L’Allemand participe peu après à l’Amstel Gold Race et remporte cette classique ardennaise lors d’un sprint en petit comité. Il enchaîne le mois suivant avec une victoire d’étape sur le Tour de Bavière puis trois victoires sur le Tour d’Allemagne où il remporte également le classement par points. En juin, il s’impose à deux reprises sur le Tour de Catalogne. Il prend le départ du Tour de France le 1er juillet et monte sur le podium des cinq premiers sprints massifs de la course, ce qui lui permet de revêtir le maillot vert lors de la 9e étape. Comme à son habitude, l’Allemand ne lâchera plus sa tunique, et va même consolider son avance à la veille de l’arrivée à Paris, en s’imposant devant Robbie McEwen,. Zabel signe encore une victoire en fin de saison, sur le Tour de Rhénanie-Palatinat avec une étape glanée. Grâce à ses deux succès en Coupe du monde, l’Allemand remporte l’édition 2000 de la compétition,. 

#### 2001: numéro 1 du classement UCI, sixième maillot vert sur le Tour
Le début de saison 2001 en Espagne de Zabel est réussi. Avec ses deux succès sur le Challenge de Majorque, ses victoires d’étapes sur le Tour d’Andalousie et la Semaine catalane, ainsi que son triomphe sur le Trophée Luis Puig, son troisième. En avril, il s’impose pour la quatrième fois sur Milan-San Remo, cette fois-ci en battant tout un peloton. En mai et juin, il gagne quatre étapes consécutives sur le Tour de Bayern, puis trois étapes sur le Tour d’Allemagne. Il participe ensuite au Tour de Suisse pour finaliser sa préparation pour le Tour de France. Il remporte la première étape en ligne au sprint à Bâle puis une nouvelle fois lors de la 8e étape, étape arrivant à Lausanne. Grâce à ces deux succès, il remporte pour la première fois sur cette épreuve le classement par points.
Il se présente au départ du Tour de France à Dunkerque avec un total de 15 victoires déjà acquises depuis le début de l'année. Il s'impose dès la première étape en ligne à Boulogne-sur-Mer au terme d'un sprint massif. Il s'empare à cette ocasion du maillot vert de leader du classement par points qu'il perd dès le lendemain au profit de l'Estonien Jaan Kirsipuu (AG2R Prévoyance). Il s'impose de nouveau lors de la troisième étape à Seraing en Belgique et reprend le leadership du classement par points. Il le conserve jusqu'au terme de la 8e étape où l'Australien Stuart O'Grady (Crédit agricole) devient le nouveau leader. Quelques jours pus tard, il remporte la 19e étape devant O'Grady et revient à deux points seulement du leader de ce classement spécifique. Lors de la dernière étape aux Champs-Élysées, Zabel termine deuxième derrière le Tchèque Ján Svorada (Lampre-Daikin) et devance O'Grady troisième, ce qui lui permet de remporter sur le fil le classement par points pour la sixième fois d'affilée, alors un record,
Après deux semaines sans compétition, il reprend lors de la Continentale Classic qu'il termine deuxième derrière son coéquipier Ullrich puis s'impose au sprint pour la première sur la classique allemande HEW Cyclassics, devançant Romāns Vainšteins et Erik Dekker. Quelques semaines plus tard, il est au départ du Tour d'Espagne avec une équipe Deutsche Telekom principalement tournée vers les sprints. Il remporte à cette occasion, la deuxième étape à Valladolid, la troisième à León et la quatrième à Gijón. Malgré ces trois victoires d'étapes, il ne termine que deuxième du classement par points, devancé par l'Espagnol José María Jiménez (iBanesto.com), lui aussi vainqueur de trois étapes. Sa saison se termine à Paris-Tours où il est troisième derrière Richard Virenque et Oscar Freire et cinquième de la course en ligne des championnats du monde à Lisbonne au Portugal, course où il est sélectionné pour la première fois depuis 1994 et y réalise son premier top 5.

#### 2002: classement par points du Tour d'Espagne

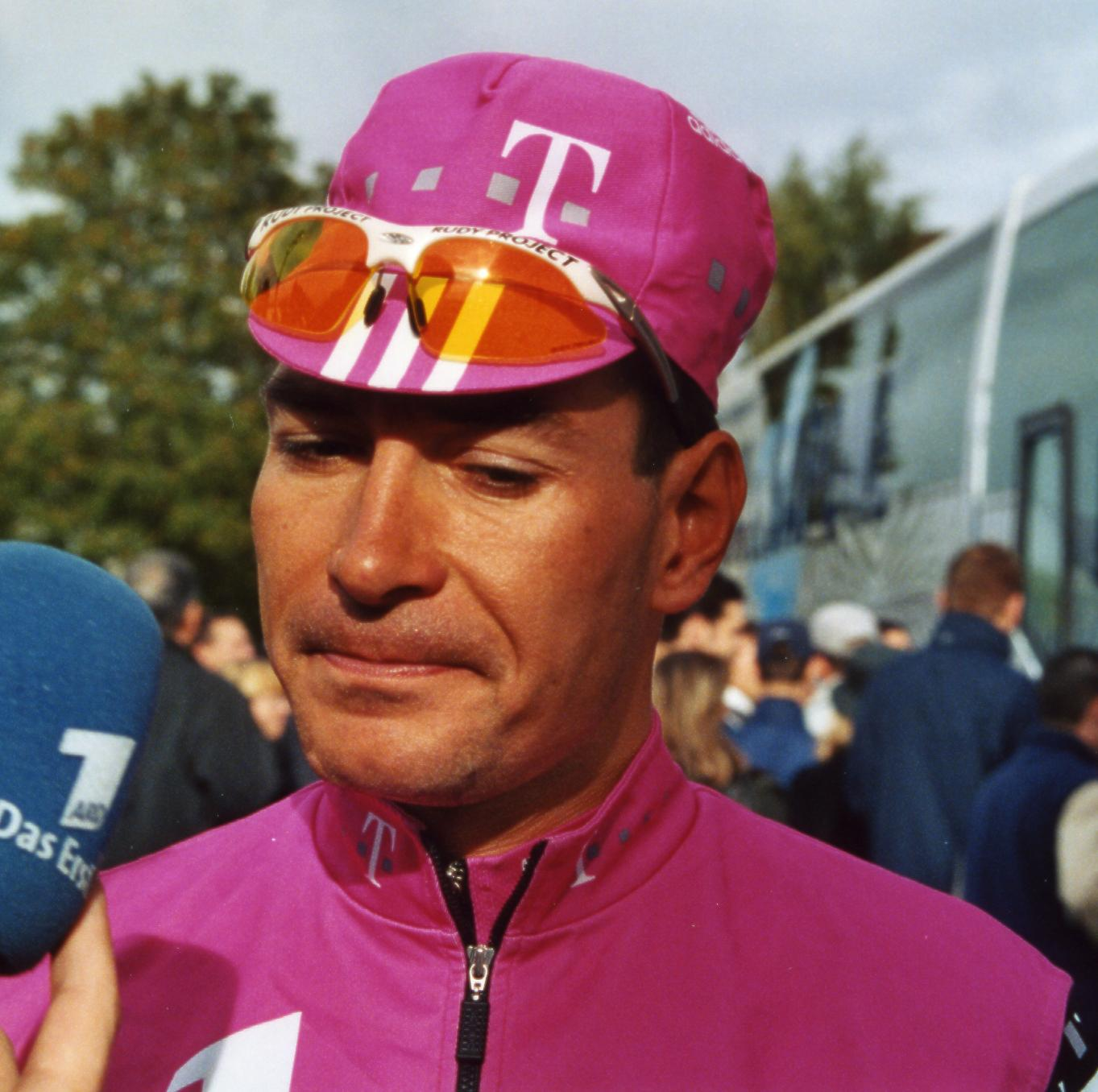
Erik Zabel lors du Paris-Tours 2002

Le traditionnel début de saison de Zabel En Espagne ne voit aucune victoire d’étape, avec néanmoins le maillot du classement par points du Tour d’Andalousie remporté. L’Allemand lève les bras pour la première fois de l’année en mars, sur l’étape inaugurale de Tirreno-Adriatico, où il remportera finalement le classement par points. Pour la première fois depuis cinq ans, il ne monte pas sur le podium de Milan-San Remo. Il prend ensuite le départ de la Semaine catalane, et s’adjuge deux étapes. Pour sa campagne des classiques, il réalise quelques fonds de top 10, notamment sur le Tour des Flandres (10e), Gand-Wevelgem (8e), et l’Amstel Gold Race (9e). En mai et juin, il remporte au moins une victoire d’étape sur chaque course qu’il dispute. Ainsi, il s’impose sur le Tour d’Aragon, le Tour de Luxembourg, le Tour de Bavière, le Tour de Suisse, et le Tour d'Allemagne, mais à quatre reprises pour ce dernier,. Il s’élance sur les routes de la Grande Boucle 2002 avec un statut de favoris pour le maillot vert, après ses six derniers succès en six éditions. Vêtu de la tunique verte dès la première étape, il revêt le maillot jaune à l’issue de la 3e étape,,. S’il le perd le lendemain, Zabel peut se consoler deux jours plus tard avec sa première victoire d’étape sur cette édition du Tour,. Comme l’année précédente, Zabel et McEwen mène une bataille acharnée lors des sprints intermédiaires. À ce jeu-là l’Australien récupère le maillot vert de son rival lors de la 13e étape. L’écart reste faible (1 point) si bien que la dernière étape du Tour peut faire basculer le classement. Cependant, c’est bien McEwen qui s’impose à Paris et affirme sa domination sur les sprints du Tour de France. Zabel termine deuxième du classement.
En août, Zabel enlève une étape du Tour des Pays-Bas et se présente au départ du Tour d'Espagne avec l’intention de remporter le maillot rouge et blanc du meilleur sprinteur. 2e de la deuxième étape, puis troisième de la troisième étape, Zabel prend la tête du classement par points dès les premiers jours de course. Il signera encore quatre podiums d’étapes, sans victoire, avant de remporter le maillot rouge. En octobre, Zabel se classe 3e de Paris-Tours avant de monter sur le podium de la course en ligne des championnats du monde sur route, derrière Mario Cipollini et Robbie McEwen,,.

#### 2003: double victoires sur le Tour d’Epsagne et classement pars points

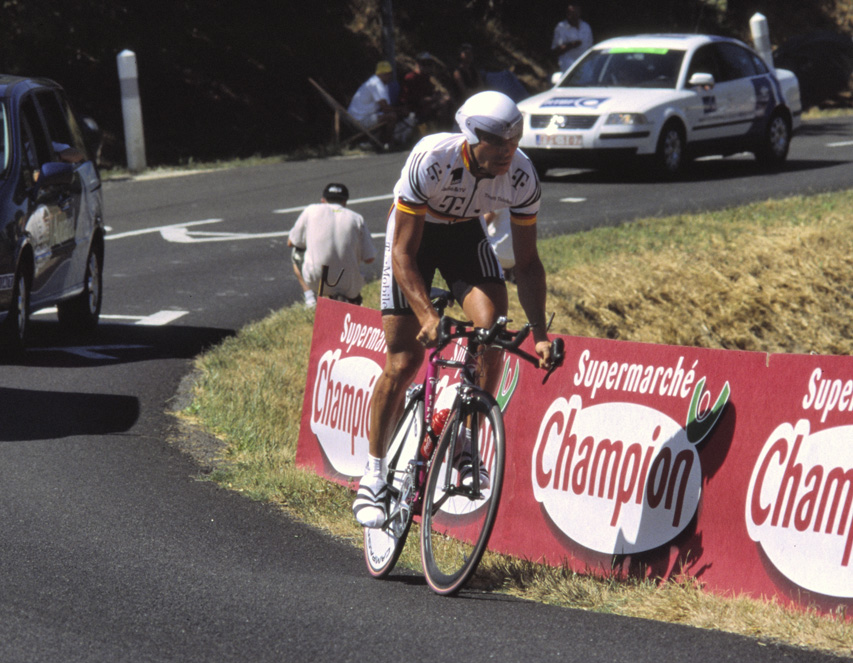
Erik Zabel sur le Tour de France 2003, lors d’un contre-la-montre.

Zabel signe la première victoire de sa saison 2003 sur la 3e étape du Tour de Murcie. Sur la Semaine catalane, il remporte le classement par points et deux étapes. En mai, il enlève une étape du Tour de Bavière et, le mois suivant, une nouvelle étape du Tour d'Allemagne. Quelques jours plus tard, il est sacré champion d’Allemagne sur route, pour la seconde fois de sa carrière. En juillet sur le Tour de France, il termine troisième du classement par points, ne remporte aucune étape, et ne porte à aucune reprise le maillot vert. La seule étape où Zabel parvient à régler le peloton, une échappée s’était déjà imposée 2 min plus tôt. Ensuite, il s’impose comme l’an passé sur le Tour des Pays-Bas et remporte deux bouquets sur le Tour d'Espagne, lui permettant de remporter une deuxième fois le classement par points. En octobre, il s’impose sur Paris-Tours.

#### 2004: presque cinquième Milan-San Remo, classement par points du Tour d’Espagne

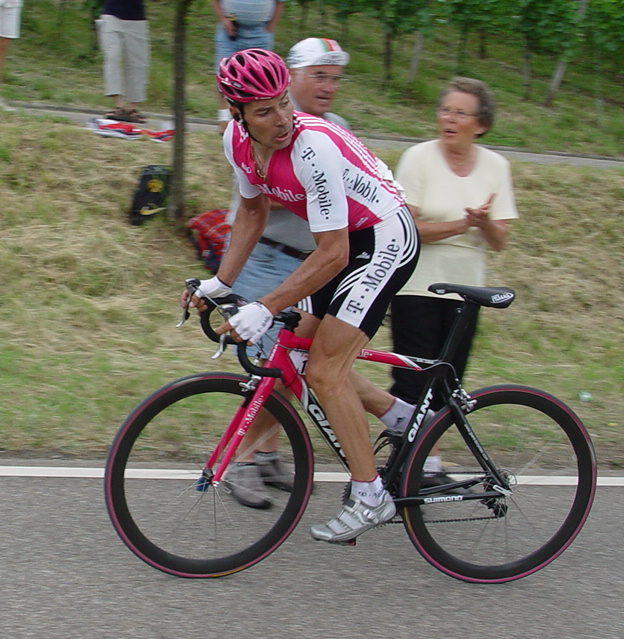
Erik Zabel sur ses championnats nationaux, en 2004.

En février, Zabel lève les bras sur dernière étape du Tour d’Andalousie. Le mois suivant, il gagne le classement par points de Tirreno-Adriatico, sans pourtant remporter d’étapes. En mars sur Milan-San Remo, il parvient à résister aux montées du Poggio di San Remo et de la Cipressa, battre Alessandro Petacchi, le favoris, puis lever les bras sur la ligne, avant de voir avec horreur Óscar Freire le sauter grâce à un lancer de vélo arracheur,. En avril, il remporte le Tour de Cologne et, en juin, deux étapes de la Course de la Paix et deux étapes du Tour de Bavière. Sur le Tour de France, il monte à quatre reprises sur le podium d’une étape, sans pour autant s’imposer. En août, il termine quatrième de la course en ligne des Jeux Olympiques, puis signe pas moins de six deuxième places sur le Tour d'Espagne. Cette régularité lui permet de remporter une troisième fois le classement par points de la course. En octobre, il devient vice-champion du Monde.

#### 2005: déclin malgré un troisième Paris-Tours

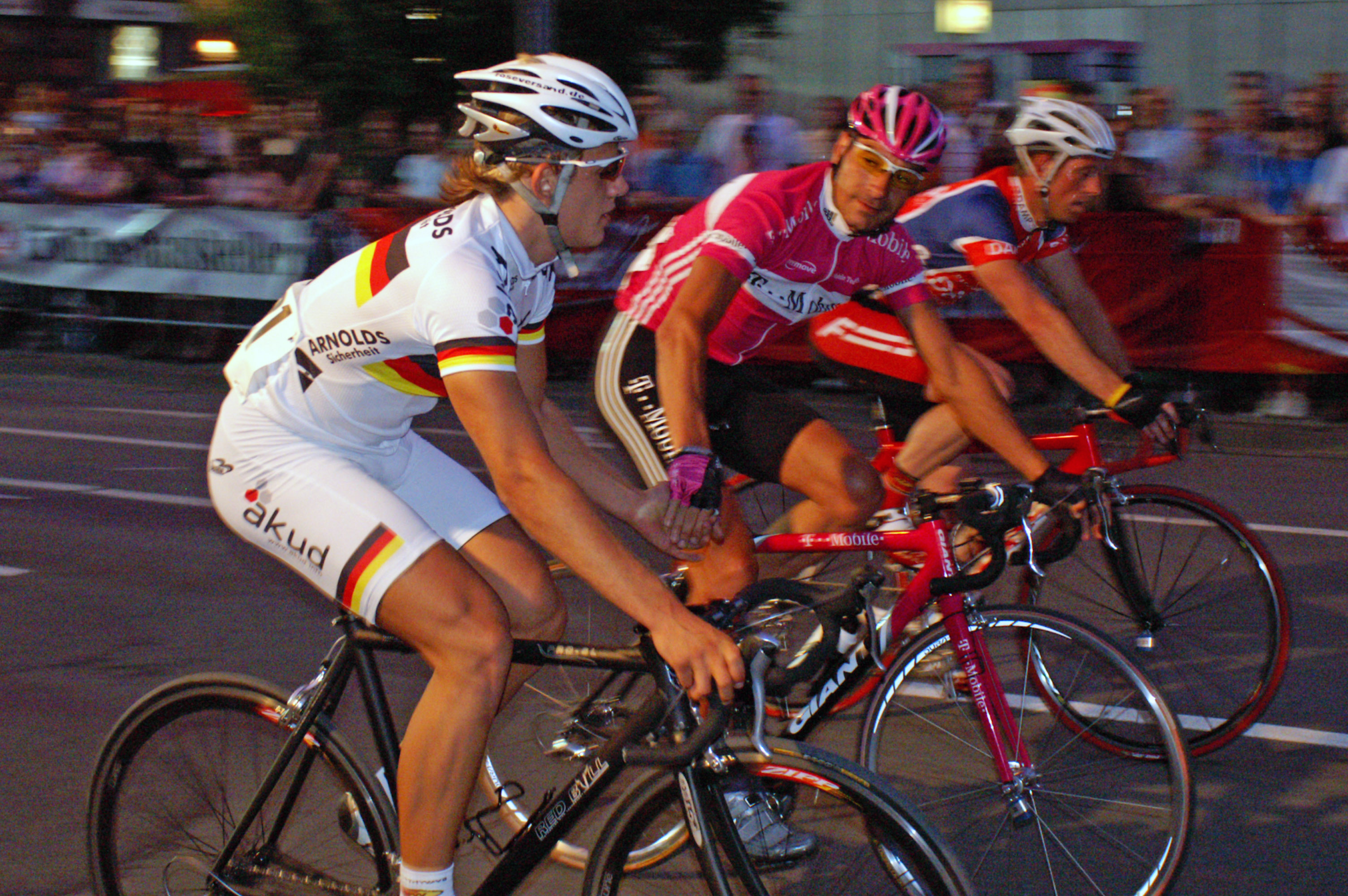
Erik Zabel (au centre), non loin de l’arriver, lors de la Cyclassics Hamburg 2005.

La tournée espagnole de Zabel de février se termine par une disette pour le coureur, qui ne parvient même pas à finir dans le top 3 d’une étape. Son premier podium survient lors de la 1re étape du Criterium international où il se classe deuxième. Il faut attendre le mois de mai pour le voir triompher sur l’Eschborn-Francfort. Il prend ensuite le départ du Tour d'Italie pour la première fois de sa carrière. Durant ces trois semaines, il termine à deux reprises deuxième d’étapes. En juillet, il est écarté de l'équipe T-Mobile participant au Tour de France au nom d'une stratégie visant à jouer la carte de Jan Ullrich, candidat malheureux à la victoire finale,,. Il décide alors de quitter la T-Mobile pour rejoindre la nouvelle équipe Milram en compagnie de l'Italien Alessandro Petacchi. Sur le Tour d’Espagne, il termine à quatre reprises deuxième mais ne remporte pas le classement par points. Pour sa dernière course avec la formation allemande, il remporte la classique de Paris-Tours pour la 3e fois de sa carrière.

### 2006-2008: Milram

#### 2006: victoires d’étapes sur le Tour d’Espagne

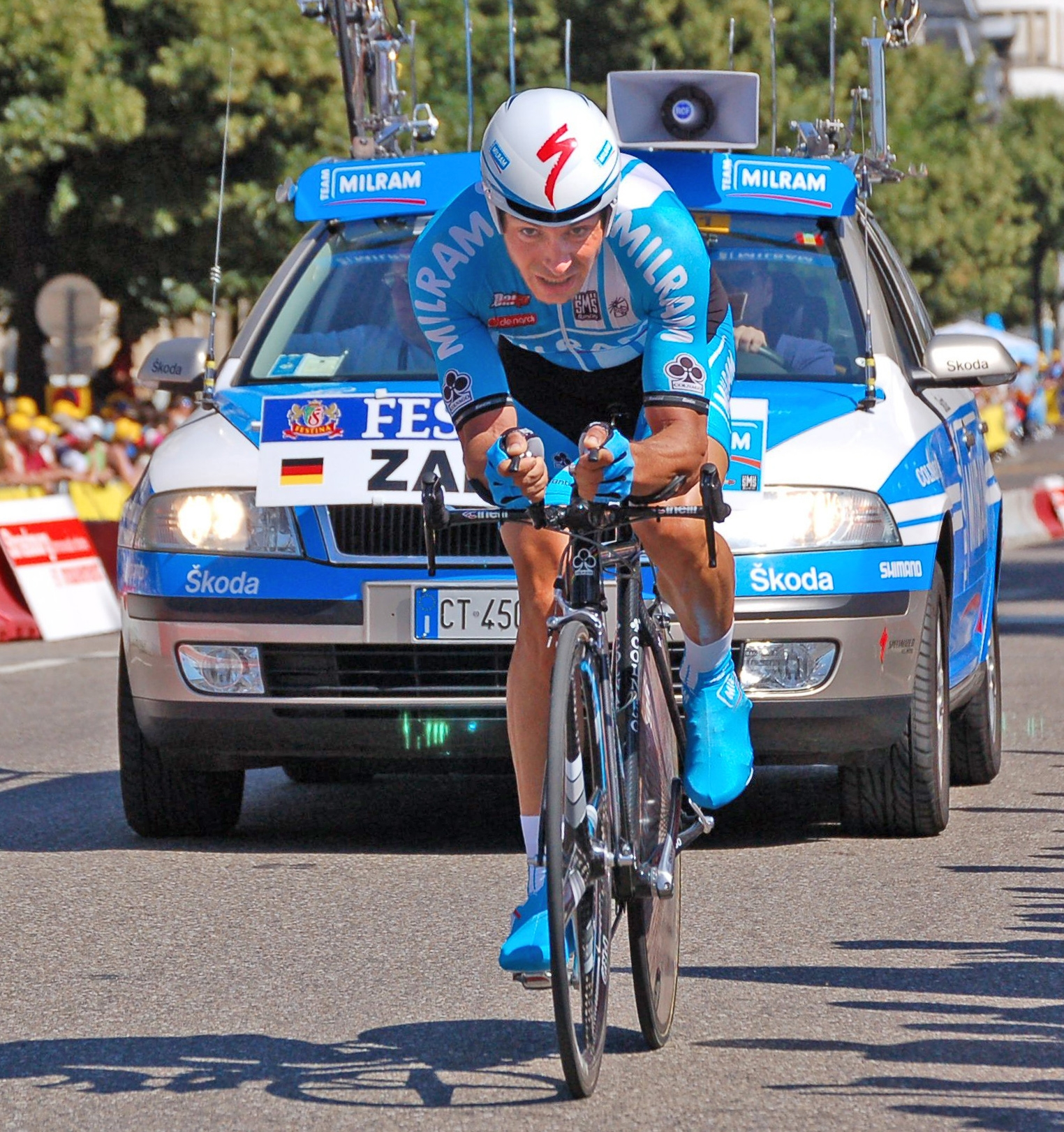
Erik Zabel sur le prologue du Tour de France 2006.

Pensionnaire d’une nouvelle formation, le début de saison de Zabel est chamboulé, il ne la commencera dorénavant plus en Espagne, mais bien au Qatar. 3e du Grand Prix international de Doha, il participe ensuite au Tour du Qatar et monte sur le podium de chaque étape, terminant deuxième du classement général final. Puis, il prend le départ du Tour méditerranéen et termine deuxième de la première étape. Il enchaîne avec des places d’honneur sur Tirreno-Adriatico, sur la Flèche brabançonne, sur l’Eschborn-Francfort et sur le Tour de Catalogne. Sa première victoire n’a lieu quand mai, sur le Tour de Bavière. Sur le Tour de France, il est d’une grande régularité lors des sprints, se classant dans le top 10 de tous les sprints massifs. Il termine finalement deuxième du classement par points. En août, il remporte le classement par points du Tour d'Allemagne et se classe 3e de la Cyclassics. Il participe ensuite au Tour d'Espagne et s’adjuge deux étapes,. En fin de saison, il devient encore vice-champion du Monde. 

#### 2007: nouvelle victoire d’étape sur le Tour d’Espagne

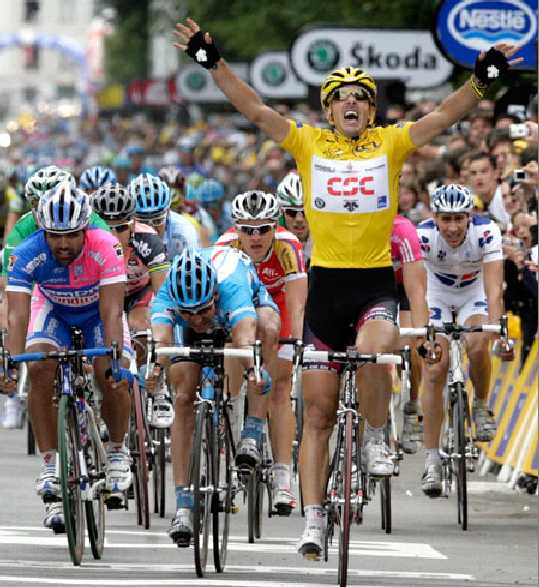
Erik Zabel (en bleu, jetant son vélo) sur le 3e étape du Tour de France 2007, où il termine deuxième.

Zabel réalise un début de saison insatisfaisant. En avril, il termine à deux reprises deuxième d’étapes sur le Tour de Saxe. En mai, il remporte deux étapes du Tour de Bavière. Peu après, il s'adjuge une étape du Tour de Suisse. Après un Tour de France sans succès, il gagne une étape du Tour d'Espagne.

#### 2008: dernière saison
Le 26 septembre 2008, il annonce, en marge du championnat du monde de Varèse, qu'il met un terme à sa carrière à l'âge de 38 ans. Le 3 octobre, il dispute son ultime course sur route, chez lui, en Allemagne, le Münsterland Giro, lequel il termine deuxième, derrière André Greipel. La semaine suivante, il signe ses adieux définitifs au peloton lors de Paris-Tours, course qui l'avait révélé, et termine septième. Cependant, l'Allemand continue les compétitions sur piste et ainsi, le 25 décembre 2008, il remporte le Grand Prix de Noël, et en mai 2009, les Six Jours de Berlin.

## Style et place dans le peloton
Très compétitif et très rapide lors des sprints, Erik Zabel est une légende du cyclisme, très réputé pour son professionnalisme, il est considéré comme l'un des meilleurs sprinters de la fin des années 1990 et remporte six fois le maillot vert du Tour de France. Il compte de très nombreuses victoires à son palmarès. Son principal coéquipier dans les sprints a souvent été son ami Rolf Aldag, futur manageur sportif de la T-Mobile en 2007.
En 2006, Zabel a collectionné des places d'honneur. 10 fois deuxième et 15 fois troisième. À l'âge de 36 ans, il a terminé deuxième du championnats du monde à Salzbourg derrière Paolo Bettini. Il a obtenu trois succès dont deux victoires d'étapes sur le Tour d'Espagne.

## Dopage
Au printemps 1994, Zabel est positif au clostébol (un stéroïde anabolisant). Il explique avoir utilisé une pommade contre les plaies douloureuses et que celle-ci contenait de la cortisone, bien que cela ne soit pas indiqué sur l'emballage. En conséquence, il n'est pas suspendu, mais il doit payer une amende de 3 000 francs suisses et perd 50 points UCI,.
Le 24 mai 2007, à la suite des aveux d'anciens coureurs cyclistes de l'équipe Deutsche Telekom, il avoue à la presse s'être dopé à l'EPO lors de la première semaine du Tour de France en 1996, mais avoir « arrêté après une semaine de prise à cause des effets secondaires ». Il fait cette confession lors d'une conférence de presse avec son ancien coéquipier puis directeur sportif de l'équipe Columbia, Rolf Aldag. Zabel est devenu le premier cycliste encore actif à avoir reconnu avoir utilisé l'EPO lors du Tour en 1996,.
L'aveu de Zabel est venu, contrairement à Aldag, à ce moment-là comme une grande surprise pour la plupart et il a été clairement marqué lors de la conférence de presse. Les larmes aux yeux, il a déploré ce qu'il avait fait et expliqué qu'il s'était arrêté après une semaine en raison d'effets secondaires et de la peur de "ne pas se réveiller le lendemain matin". Zabel n'est pas suspendu car le délai de prescription de huit ans est passé. En raison de ses aveux, il est longtemps incertain de participer aux mondiaux 2007, mais il peut finalement participer et termine à la 17e place. En juillet 2007, il est privé de sa victoire au classement par points sur le Tour de France 1996 par les dirigeants du Tour pour dopage. Cependant, quelques années plus tard, il récupère sa victoire, car ses aveux ont eu lieu après le délai de prescription. Ces confessions ont contribué au fait que Bjarne Riis a également reconnu son utilisation de l'EPO quelques jours plus tard.
Le 24 juillet 2013, le Sénat français publie un rapport affirmant qu'un certain nombre de participants au Tour de France en 1998 ont utilisé de l'EPO. En 1998, il n'existait aucun test de dopage pouvant révéler l'utilisation de l'EPO, mais en 2004, l'Agence française antidopage effectue des tests sur de vieux échantillons à partir de 1998. Ces tests sont  réalisés pour des raisons de recherche et ne répondent pas aux exigences de forme. Ils ne peuvent donc pas être utilisés comme preuve dans une affaire de dopage. Ainsi, les résultats n'ont été publiés qu'après avoir été inclus dans un rapport sur le dopage commandé par le Sénat français en 2013. Il est notifié que Zabel avait passé plusieurs tests qui avaient abouti à des tests positifs à l'EPO. Zabel a déclaré qu'il examinerait le rapport et procéderait à un auto-examen avant de se prononcer.
Le 28 juillet 2013, le journal allemand Süddeutsche Zeitung publie un extrait d'une interview de Zabel faisant état d'un dopage important de 1996 à 2003. Il déclare qu'en 1996, il avait fait un choix conscient et indépendant de commencer à se doper. Dans les premières années, il utilisa beaucoup d'EPO , mais comme il devenait plus facile de révéler son utilisation, il commença également à utiliser le dopage sanguin. Au cours de sa période de dopage, il a également utilisé de la cortisone, mais il n'a jamais eu de plan de dopage structuré et ne s'est donc pas considéré comme un "super-dopé". Cet usage intensif de drogue est contraire à ce que Zabel avait déclaré en 2007. Comme motif du mensonge de 2007, Zabel déclare: "Je voulais avant tout garder ma vie, ma vie de rêve en tant que cycliste, ce que j'aimais tellement, ce sport, les voyages. Cet égoïsme tout simplement plus fort." Une admission de dopage généralisé en 2007 aurait rendu très difficile pour Zabel de poursuivre sa carrière de coureur, mais il déclare avoir réalisé le jour même que c'était une erreur de dire qu'il n'avait été dopé qu'une semaine.

## Après carrière

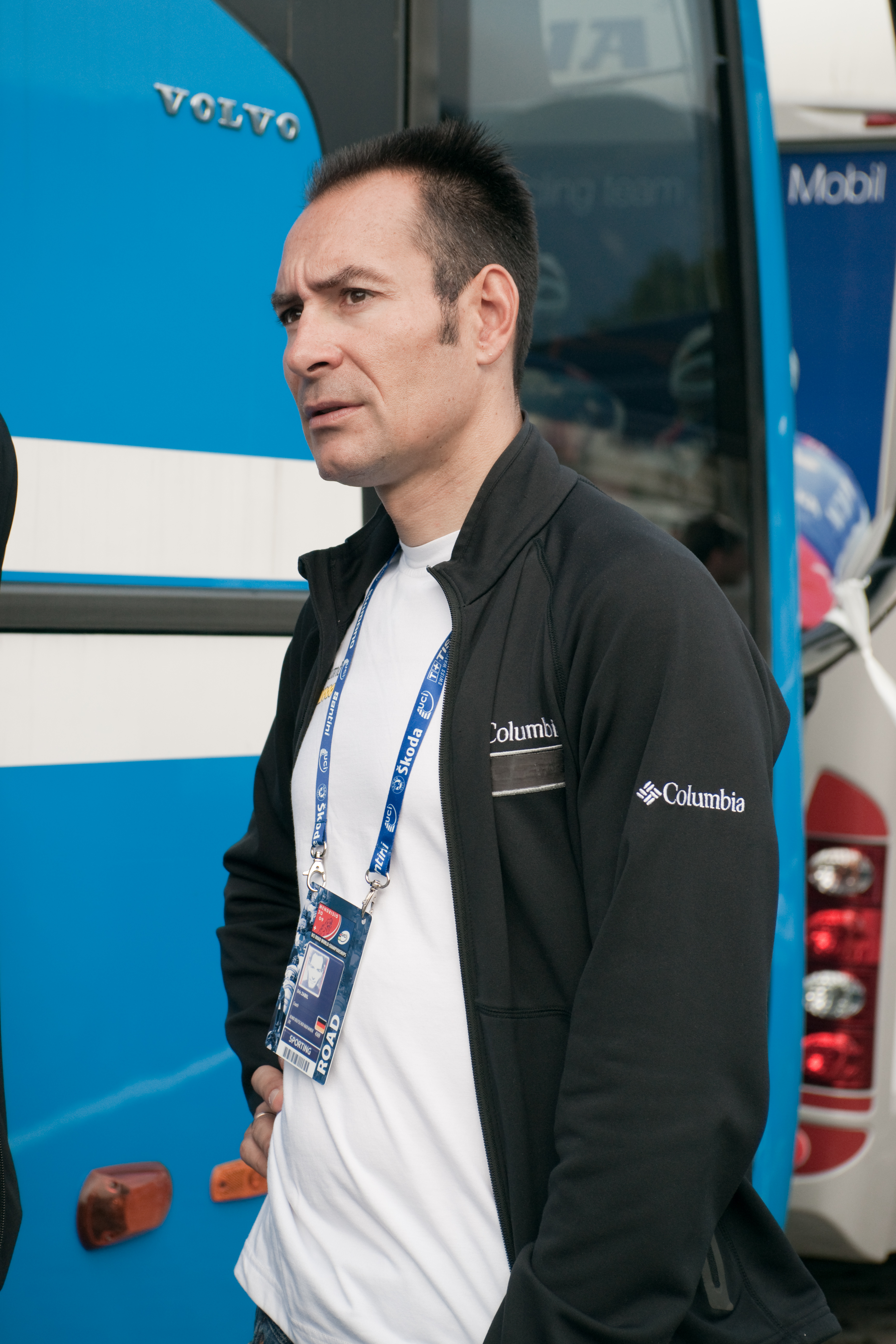
Erik Zabel pendant les championnats du monde de cyclisme sur route 2009 à Mendrisio en Suisse.

Il travaille depuis pour Canyon, célèbre marque de vélo en Allemagne. À partir de 2009, il est le conseiller personnel de Mark Cavendish chez HTC-Columbia (États-Unis). En 2011, il intègre le comité d'organisation de la Vattenfall Cyclassics en tant que directeur sportif, pour en devenir le directeur plus tard. L'équipe HTC-High Road disparait à la fin de l'année 2011. Erik Zabel intègre alors l'encadrement de l'équipe russe Katusha, dont Hans-Michael Holczer devient le manager.
Le 23 juillet 2013, le journal Le Monde annonce que les travaux d'une commission d'enquête sénatoriale sur l'efficacité contre le dopage révèlent que des analyses réalisées en 2004 mettent en évidence la présence d'EPO dans l'urine d'Erik Zabel lors du Tour de France 1998.
Le 28 juillet 2013, dans un entretien au Süddeutsche Zeitung, il avoue s'être dopé entre 1996 et 2004. À la suite de ces aveux, l'équipe Katusha met fin à ses fonctions au sein de l'équipe. Zabel démissionne de ses fonctions de directeur sportif de la Vattenfall Cyclassics et de membre du conseil de l'UCI chargé du sport professionnel.

## Palmarès sur route

### Palmarès amateur
| - 1990 - Champion de RDA du critérium - 1991 - Champion de Rhénanie-du-Nord-Wesphalie - 2e du championnat d'Allemagne amateurs - 2e du Rund um Berlin | - 1992 - Tour de la Wesphalie orientale-Lippe : - Classement général - 2e étape - 9e étape du Tour de Rhénanie-Palatinat - 5e étape du Regio Tour - Prologue et 9e étape de la Course de la Paix - 4e de la course en ligne des Jeux olympiques |  |

### Palmarès professionnel
| - 1993 - 1re étape de Tirreno-Adriatico - Tour de Berne - Coca-Cola Trophy - 1994 - Classic Haribo - 2e, 3e, 5ea étapes du Tour d'Aragon - 2e, 5e, 7e et 8e étapes du Tour de l'Avenir - Paris-Tours - 8e de la Coupe du monde - 1995 - 1re étape de Tirreno-Adriatico - 2e étape du Tour d'Aragon - 1re et 7e étapes des Quatre Jours de Dunkerque - 3e et 4e étapes du Tour de Suisse - 6e et 17e étapes du Tour de France - 3e des Quatre Jours de Dunkerque - 3e de la Continentale Classic - 1996 - 3e étape du Tour d'Andalousie - 1re, 2e et 4e étapes de la Semaine catalane - 2e étape des Quatre Jours de Dunkerque - Tour de Cologne - 2e étape du Tour de Luxembourg - Tour de France : - Classement par points - 3e et 10e étapes - Continentale Classic - 5e étape du Tour des Pays-Bas - 1997 - Trofeo Palma de Mallorca - Tour d'Andalousie : - Classement général - 1re étape - Trophée Luis Puig - 3e étape de la Tour de la Communauté valencienne - Milan-San Remo - Grand Prix de l'Escaut - 2e et 4e étapes du Tour de Bavière - 1re étape du Tour de Luxembourg - 2e étape du Tour de Suisse - Tour de France : - Classement par points - 3e, 7e et 8e étapes - 4e étape du Tour des Pays-Bas - Continentale Classic - Rund um Berlin - 2e du Trofeo Alcúdia - 2e du Trofeo Manacor - 2e du Trofeo Calvia - 3e du championnat d'Allemagne sur route - 7e du classement UCI - 1998 - Champion d'Allemagne sur route - Trofeo Palma de Mallorca - 3e étape de la Tour de la Communauté valencienne - 2e, 7e et 8e étapes de Tirreno-Adriatico - Milan-San Remo - 4e et 5e étapes du Tour d'Aragon - Delta Profronde - 1re et 4e étapes du Tour de Bavière - 4e étape du Tour de Luxembourg - 4e étape de la Route du Sud - Classement par points du Tour de France - Coca-Cola Trophy : - Classement général - 2e étape - 2e de la Continentale Classic - 3e du Grand Prix Breitling (avec Jens Heppner) - 1999 - 2e et 4e étapes du Tour Down Under - 2e étape de la Tour de la Communauté valencienne - 1re étape du Tour d'Aragon - Grand Prix de Francfort - 2e et 4e étapes du Tour de Bavière - 6e étape du Tour d'Allemagne - 4e et 5e étapes du Tour de Catalogne - Classement par points du Tour de France - Tour de Bochum - Continentale Classic - Coca-Cola Trophy - 2e de Milan-San Remo - 3e du Trofeo Manacor - 3e du championnat d'Allemagne sur route - 9e de la HEW Cyclassics - 2000 - Coupe du monde - 5e étape du Tour Down Under - 1re étape du Tour d'Andalousie - Trophée Luis Puig - 4e étape de la Tour de la Communauté valencienne - 4e étape de Tirreno-Adriatico - Milan-San Remo - 3e et 4e étapes de la Semaine catalane - Amstel Gold Race - 2e étape du Tour de Bavière - 2e, 5e et 8e étapes du Tour d'Allemagne - 2e et 3e étapes du Tour de Catalogne - Tour de France : - Classement par points - 20e étape - 3ea étape du Tour de Rhénanie-Palatinat - 2e du Trofeo Soler - 2e du Trofeo Cala Millor - 2e du Trofeo Mallorca - 2e du classement UCI - 3e du Trofeo Antratx - 3e du Challenge de Majorque - 3e de Paris-Roubaix - 4e du Tour des Flandres | - 2001 - Numéro 1 UCI - Trofeo Palma de Mallorca - Trofeo Cala Bona-Cala Rajada - 3e étape du Tour d'Andalousie - Trophée Luis Puig - 2e étape de la Tour de la Communauté valencienne - Milan-San Remo - 3e, 4e, 5e et 6e étapes du Tour de Bavière - 2e, 3e et 8e étapes du Tour d'Allemagne - 2e et 9e étapes du Tour de Suisse - Tour de France : - Classement par points - 1re, 3e et 19e étapes - HEW Cyclassics - 2e, 3e et 4e étapes du Tour d'Espagne - 2e du Trofeo Manacor - 2e du Trofeo Palmanova - 2e du championnat d'Allemagne sur route - 2e de la Continentale Classic - 2e du Tour de Nuremberg - 2e de la Coupe du monde - 3e de Paris-Tours - 5e du championnat du monde sur route - 2002 - Numéro 1 UCI - 1re étape de Tirreno-Adriatico - 1re et 2e étapes de la Semaine catalane - 2e étape du Tour d'Aragon - Grand Prix de Francfort - 6e étape du Tour de Bavière - 1re étape du Tour de Luxembourg - 1re, 2e, 5e et 7e étapes du Tour d'Allemagne - 2e et 8e étapes du Tour de Suisse - 6e étape du Tour de France - 1re étape du Tour des Pays-Bas - Tour de Nuremberg - Classement par points du Tour d'Espagne - 2e du Trofeo de Palma - 2e du Trofeo Mallorca - 3e du Trofeo Cala Millor - 3e du Trofeo Alcudia - 3e du Trophée Luis Puig - 3e du championnat d'Allemagne sur route - 3e de Paris-Tours - 3e du championnat du monde sur route - 2003 - Champion d'Allemagne sur route - 3e étape du Tour de Murcie - 1re et 5e étapes de la Semaine catalane - 4e étape du Tour de Bavière - 1re étape du Tour d'Allemagne - 3e étape du Tour des Pays-Bas - Tour d'Espagne : - Classement par points - 10e et 11e étapes - Paris-Tours - 2e du Trofeo Manacor - 2e du Grand Prix de Francfort - 2e du classement UCI - 3e du Trofeo Soller - 3e du Trofeo Cala Millor - 3e du Trofeo Alcudia - 6e de Milan-San Remo - 6e de la HEW Cyclassics - 8e de Tirreno-Adriatico - 2004 - 5e étape du Tour d'Andalousie - Tour de Cologne - 7e et 9e étapes de la Course de la Paix - 2e et 5e étapes du Tour de Bavière - Classement par points du Tour d'Espagne - 2e du Trofeo Cala Millor - 2e du Trofeo Alcudia - 2e de Milan-San Remo - 2e du championnat du monde sur route - 3e du Trofeo Mallorca - 3e de Tirreno-Adriatico - 4e de la course en ligne des Jeux olympiques - 7e de la HEW Cyclassics - 2005 - Grand Prix de Francfort - Paris-Tours - 3e du championnat d'Allemagne sur route - 4e du Tour des Flandres - 9e de Gand-Wevelgem - 2006 - 1re étape du Tour de Bavière - 4e et 21e étapes du Tour d'Espagne - 2e de la Vattenfall Cyclassics - 2e du Tour du Qatar - 2e du championnat du monde sur route - 3e de l'International Grand Prix Doha - 3e du Tour de Bochum - 2007 - 2e et 3e étapes du Tour de Bavière - 1re étape du Tour de Suisse - 3e étape du Tour d'Allemagne - 7e étape du Tour d'Espagne - 6e de Milan-San Remo - 2008 - 2e étape de la Tour de la Communauté valencienne - 2e du Münsterland Giro - 2e du championnat d'Allemagne sur route - 4e de Gand-Wevelgem - 7e de Paris-Tours |  |

### Par course

#### Championnats
- Championnat de RDA du critérium (1990)
- Championnat de Rhénanie-du-Nord-Wesphalie (1991)[124]
- Championnat d'Allemagne sur route (1998 et 2003)

#### Courses d'un jour
- Tour de Berne (1993)
- Classic Haribo (1994)
- Paris-Tours (1994, 2003 et 2005)
- Tour de Cologne (1996 et 2004)
- Continentale Classic (1996, 1997 et 1999)
- Milan-San Remo (1997, 1998, 2000 et 2001)
- Trophée Luis Puig (1997, 2000 et 2001)
- Trofeo Palma de Mallorca (1997, 1998 et 2001)
- Grand Prix de l'Escaut (1997)
- Delta Profronde (1998)
- Grand Prix de Francfort (1999, 2002 et 2005)
- Tour de Bochum (1999)
- Amstel Gold Race (2000)
- Trofeo Cala Bona-Cala Rajada (2001)
- HEW Cyclassics (2001)
- Tour de Nuremberg (2002)

#### Courses par étapes
- 16 étapes du Tour de Bavière (1997, 1998, 1999, 2000, 2001, 2002, 2003, 2004, 2006 et 2007)
- 12 étapes du Tour de France (1995, 1996, 1997, 2000, 2001 et 2002)
- 9 étapes de la Semaine catalane (1996, 2000, 2002 et 2003)
- 8 étapes de Tirreno-Adriatico (1993, 1995, 1996, 1998, 2000 et 2002)
- 8 étapes du Tour d'Aragon (1994, 1995, 1998, 1999 et 2002)
- 8 étapes du Tour de Suisse (1995, 1997, 2001, 2002 et 2007)
- 8 étapes du Tour d'Espagne (2001, 2003, 2006 et 2007)
- 6 étapes du Tour de la Communauté valencienne (1997, 1998, 1999, 2000 et 2008)
- 5 étapes du Tour d'Andalousie (1996, 1997, 2000, 2001 et 2004), vainqueur du classement général (1997)
- 4 étapes de la Course de la Paix (1992 et 2004)
- 4 étapes du Tour de l'Avenir (1994)[127]
- 4 étapes du Tour des Pays-Bas (1996, 1997, 2002 et 2003)
- 4 étapes du Tour de Luxembourg (1996, 1997, 1998 et 2002)
- 4 étapes du Tour de Catalogne (1999 et 2000)
- 3 étapes des Quatre Jours de Dunkerque (1995 et 1996)
- 3 étapes du Tour Down Under (1999 et 2000)
- 2 étapes du Tour de Rhénanie-Palatinat (1992 et 2000)
- 1 étape de la Route du Sud (1998)

### Places d'honneur
- 5e du Championnat du Monde Junior de la course aux points : 1988
- 2e du Vélo d'or : 2000, 2001
- 2e de la Coupe du monde : 2001
- no 2 du classement mondial UCI : 2000, 2003
- no 3 du classement mondial UCI : 2004

### Principales classiques et championnats du monde
Le tableau suivant présente les résultats d'Erik Zabel lors des classiques de l'ancienne Coupe du monde et de l'UCI World Tour (ex-ProTour), ainsi qu'aux championnats du monde.
| Année | Milan- San Remo | Gand-Wevelgem | Tour des Flandres | Paris-Roubaix | Amstel Gold Race | Liège- Bastogne-Liège | HEW/Vattenfall Cyclassics | Paris-Tours | Championnats du monde |
| ----- | --------------- | ------------- | ----------------- | ------------- | ---------------- | --------------------- | ------------------------- | ----------- | --------------------- |
| 1993  | 94e             | -             | 59e               | -             | -                | -                     | 49e                       | -           |                       |
| 1994  | 16e             | 36e           | 22e               | -             | -                | -                     | -                         | Vainqueur   | -                     |
| 1995  | -               | 8e            | 69e               | 44e           | -                | -                     | -                         | 25e         | -                     |
| 1996  | 39e             | 11e           | 20e               | 36e           | 38e              | -                     | -                         | 91e         | -                     |
| 1997  | Vainqueur       | 93e           | 36e               | 41e           | 62e              | -                     | -                         | -           | -                     |
| 1998  | Vainqueur       | 6e            | 43e               | -             | 39e              | -                     | 22e                       | -           | -                     |
| 1999  | 2e              | 23e           | 22e               | 29e           | 13e              | -                     | 9e                        | -           | -                     |
| 2000  | Vainqueur       | 41e           | 4e                | 3e            | Vainqueur        | 39e                   | 4e                        | 11e         | -                     |
| 2001  | Vainqueur       | 9e            | 53e               | -             | -                | -                     | Vainqueur                 | 3e          | 5e                    |
| 2002  | 70e             | 8e            | 10e               | 26e           | 9e               | -                     | 77e                       | 3e          | 3e                    |
| 2003  | 6e              | -             | 43e               | 15e           | 15e              | -                     | 6e                        | Vainqueur   | 11e                   |
| 2004  | 2e              | -             | -                 | -             | 16e              | 81e                   | 7e                        | -           | 2e                    |
| 2005  | 14e             | 9e            | 4e                | -             | 49e              | -                     | 15e                       | Vainqueur   | 29e                   |
| 2006  | 21e             | 41e           | 11e               | 12e           | -                | -                     | 2e                        | -           | 2e                    |
| 2007  | 6e              | -             | -                 | -             | 58e              | -                     | 5e                        | 11e         | 18e                   |
| 2008  | 17e             | 4e            | -                 | -             | 23e              | -                     | -                         | 7e          | 29e                   |

### Résultats sur les grands tours

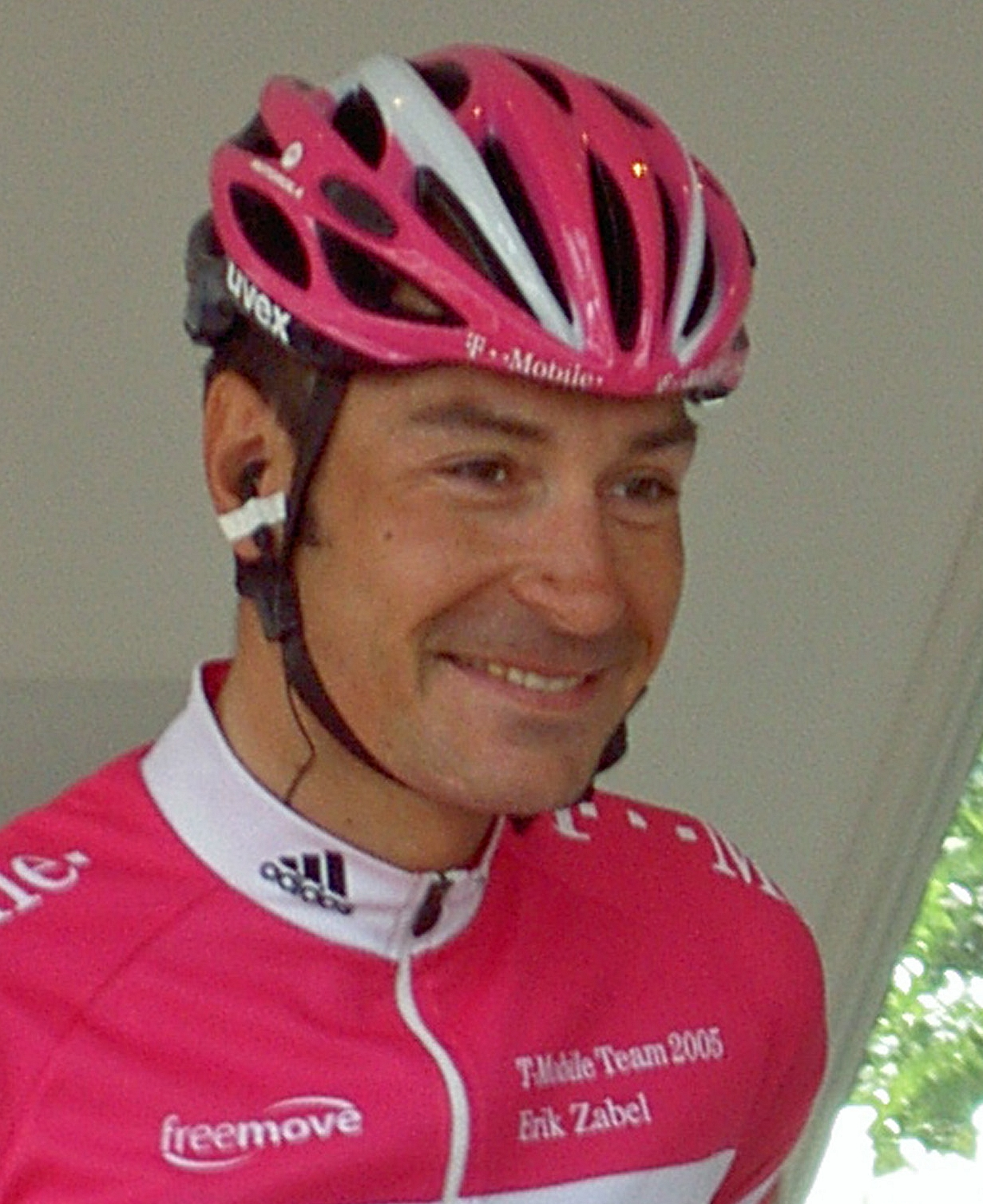
Erik Zabel (2005)

#### Tour de France
14 participations
- 1994 : abandon (14e étape)
- 1995 : 90e, vainqueur des 6e et 17e étapes
- 1996 : 82e,  vainqueur du classement par points, vainqueur des 3e et 10e étapes
- 1997 : 66e,  vainqueur du classement par points, vainqueur des 3e, 7e et 8e étapes
- 1998 : 62e,  vainqueur du classement par points,  maillot jaune pendant un jour
- 1999 : 89e,  vainqueur du classement par points
- 2000 : 61e,  vainqueur du classement par points, vainqueur de la 20e étape
- 2001 : 96e,  vainqueur du classement par points, vainqueur des 1re, 3e et 19e étapes
- 2002 : 82e, vainqueur de la 6e étape,  maillot jaune pendant un jour
- 2003 : 107e
- 2004 : 59e
- 2006 : 86e
- 2007 : 79e
- 2008 : 43e

#### Tour d'Italie
2 participations
- 2005 : 63e
- 2008 : 80e

#### Tour d'Espagne
9 participations
- 1995 : abandon (15e étape)
- 2001 : 86e, vainqueur des 2e, 3e et 4e étapes
- 2002 : 69e,  vainqueur du classement par points
- 2003 : 72e,  vainqueur du classement par points, vainqueur des 10e et 11e étapes
- 2004 : 43e,  vainqueur du classement par points
- 2005 : 63e
- 2006 : 62e, vainqueur des 4e et 21e étapes
- 2007 : 73e, vainqueur de la 7e étape
- 2008 : 49e

### Classements mondiaux
| Année              | 1994 | 1995 | 1996 | 1997 | 1998 | 1999 | 2000 | 2001 | 2002 | 2003 | 2004 | 2005 | 2006 | 2007 | 2008 |
| ------------------ | ---- | ---- | ---- | ---- | ---- | ---- | ---- | ---- | ---- | ---- | ---- | ---- | ---- | ---- | ---- |
| Classement UCI     | 92e  | 40e  | 38e  | 7e   | 13e  | 15e  | 2e   | 1er  | 1er  | 2e   | 3e   |      |      |      |      |
| Coupe du monde     | 8e   |      |      |      |      |      | 1er  | 2e   | 14e  | 5e   |      |      |      |      |      |
| Classement ProTour |      |      |      |      |      |      |      |      |      |      |      | 23e  | 39e  | 26e  | 55e  |

## Palmarès sur piste
- 1993
  - 2e des Six Jours de Dortmund (avec Etienne De Wilde)
- 1995
  - Six Jours de Munich (avec Etienne De Wilde)
  - 3e des Six Jours de Dortmund (avec Etienne De Wilde)
- 1996
  - Six Jours de Dortmund (avec Rolf Aldag)
- 2000
  - Six Jours de Dortmund (avec Rolf Aldag)
  - 3e des Six Jours de Munich (avec Robert Bartko)
- 2001
  - Six Jours de Munich (avec Silvio Martinello)
  - Six Jours de Dortmund (avec Rolf Aldag)
- 2005
  - Six Jours de Munich (avec Robert Bartko)
  - Six Jours de Dortmund (avec Rolf Aldag)
- 2006
  - Six Jours de Dortmund (avec Bruno Risi)
  - Six Jours de Munich
  - Six Jours de Büttgen
  - 2e des Six Jours de Brême (avec Marco Villa)
- 2007
  - Six Jours de Brême (avec Bruno Risi)
  - 2e des Six Jours de Dortmund (avec Leif Lampater)
  - 2e des Six Jours de Munich (avec Leif Lampater)
  - 3e des Six Jours d'Amsterdam (avec Peter Schep)
- 2008
  - Six Jours de Dortmund (avec Leif Lampater)
  - 2e des Six Jours de Munich (avec Leif Lampater)
  - 2e des Six Jours de Brême (avec Leif Lampater)
  - 2e des Six Jours de Gand (avec Leif Lampater)
  - 3e des Six Jours d'Amsterdam (avec Leif Lampater)
- 2009
  - Six Jours de Brême (avec Leif Lampater)
  - Six Jours de Berlin (avec Robert Bartko)

## Distinctions
- Cycliste allemand de l'année : 1995, 1998, 2000, 2001, 2002 et 2004
- Mendrisio d'or : 2001